# Shelley Hack
Shelley Hack (Greenwich, Connecticut, Estados Unidos, 6 de julio de 1947) es una actriz estadounidense. Es conocida por su participación en la serie Los Ángeles de Charlie entre 1979 y 1980, reemplazando a Kate Jackson.

## Biografía
Posiblemente el papel que más popularidad le haya proporcionado es el de Tiffany Welles en la famosa serie de televisión Los ángeles de Charlie. Hack apareció en únicamente 26 episodios de la serie, antes de ser reemplazado en la temporada 5 y última, por la modelo-actriz Tanya Roberts.
Había comenzado su carrera como modelo siendo aún una adolescente y su imagen se asoció al perfume Charlie de la marca Revlon desde mediados de los años 70. 
Casada con Harry Winer con quien tiene una hija. Abandonó su carrera artística en 1997.

## Filmografía

### Film
- Annie Hall - Street Stranger (1977)
- If Ever I See You Again - Jennifer Corly (1978)
- Time After Time - Docent (1979)
- The King of Comedy - Cathy Long (1983)
- Troll - Anne Potter (1986)
- The Stepfather - Susan Maine (1987)
- Blind Fear - Erika (1989)
- A Casualty of War por Frederick Forsyth - ITV film series (1989)
- The Finishing Touch - Hannah (1991)
- Me, Myself, and I - Jennifer (1992)

### Televisión
- Charlie's Angels - Tiffany Welles (1979–1980)
- Death Car on the Freeway (telefilme) - Janette Clausen (1979)
- Vanities - Mary (1981)
- Dinero encontrado (telefilme) - Leslie (1983)
- Cutter to Houston (TV Series) - Dr. Beth Gilbert (1 de octubre de 1983 - 31 de diciembre de 1983)
- Single Bars, Single Women (telefilme) - Frankie (1984)
- Jack and Mike (TV Series) - Jackie Shea (16 de septiembre de 1986 - 24 de marzo de 1987)
- Bridesmaids (telefilme) - Kimberly (1989)
- Falling from the Sky: Flight 174 (telefilme) - Lynn Brown (1995)
- Frequent Flyer (telefilme) -  JoBeth Rawlings (1996)